# Jim Doyle
James Edward (Jim) Doyle (Washington D.C., 23 november 1945) is een Amerikaans politicus. Hij was van 2003 tot 2011 gouverneur van de Amerikaanse staat Wisconsin. Doyle is lid van de Democratische Partij.

## Levensloop
Doyle is de zoon van James E. Doyle. Deze deed zelf in 1954 een onsuccesvolle poging om gekozen te worden tot gouverneur van Wisconsin. In 1965 werd hij benoemd tot federaal rechter. Zijn moeder Ruth Bachhuber Doyle werd in 1948 gekozen in het Huis van Afgevaardigden van Wisconsin.
Zelf studeerde Doyle aan de Stanford-universiteit. Na drie jaar keerde hij naar huis terug en studeerde uiteindelijk af aan de Universiteit van Wisconsin-Madison. Daarna werkte hij samen met zijn vrouw Jessica Doly van 1967 tot 1969 in Tunesië namens het Peace Korps, een programma van de Amerikaanse overheid. Na zijn terugkeer in 1972 behaalde Doyle een Juris Doctor aan de Harvard-universiteit. Hij verhuisde naar Navajo Indianenreservaat in Arizona om te werken voor een federale overheidsdienst.
Doyle keerde in 1975 opnieuw terug naar Madison en werd driemaal gekozen tot procureur-generaal van Dane County, en diende in deze functie van 1977 tot 1982. Daarna was hij acht jaar werkzaam voor zijn eigen advocatenpraktijk. In 1990 werd Doyle gekozen tot procureur-generaal van de staat Wisconsin. Dat bleef hij tot 2002. In die tijd kwam hij bekend te staan als een voorstander van strenge straffen. Ook spande hij enkele succesvolle campagnes aan tegen tabaksbedrijven.

### Gouverneurschap
In 2002 stelde Doyle zich kandidaat voor het gouverneurschap van Wisconsin. Hierbij werd hij de uitdager van de zittende Republikeinse gouverneur Scott McMallum. Beide kandidaten bevochten elkaar met een felle en negatieve campagne, waarna Doyle als winnaar uit de strijd kwam. Hij werd ingezworen op 6 januari 2003. Vier jaar later werd hij herkozen door Mark Green, toenmalig lid van het Huis van Afgevaardigden, te verslaan.
Als gouverneur kreeg Doyle te maken met een begrotingstekort van 3.2 miljard dollar. Hij moest vooral bezuinigen, omdat hij tijdens zijn verkiezingscampagne had beloofd de belastingen niet te verhogen. Uiteindelijk verlaagde hij zelfs de onroerendgoedbelasting, die in 2009 echter weer werd verhoogd. Een plan om de oliemaatschappijen voor meer dan 270 miljoen dollar te belasten ging uiteindelijk niet door. Wel ging de accijns op sigaretten omhoog met 74 cent per pakje. Ook kwam er een stijging van de inkomstenbelasting met 1 procent voor individuen met een inkomen van meer dan 300.000 dollar. Weinig ruimte was er niet voor nieuwe investeringen, maar zijn prioriteiten waren financiering het onderwijs, de regionale economische ontwikkeling en stamcelonderzoek.
Na twee volledige ambtstermijnen besloot Doyle zich in 2010 niet opnieuw verkiesbaar te stellen voor het gouverneurschap. Hij werd op 3 januari 2011 opgevolgd door de Republikein Scott Walker.
- Gemeinsame Normdatei: 1191485048
- International Standard Name Identifier: 0000 0000 2297 0922
- Library of Congress Control Number: n00105651
- Nationale Bibliotheek van Israël: 987007285903205171
- SNAC: w6t47cd7
- Système universitaire de documentation: 103770240
- Virtual International Authority File: 38154517
- WorldCat: E39PBJqK78mHmYhFwFPD9yYMfq